# Les Essarts-le-Vicomte
Les Essarts-le-Vicomte település Franciaországban, Marne megyében. Lakosainak száma 135 fő (2022. január 1.). Les Essarts-le-Vicomte Escardes, Bouchy-Saint-Genest, Châtillon-sur-Morin, La Forestière és Nesle-la-Reposte községekkel határos.

## Népesség
A település népességének változása:
| Lakosok száma | 163  | 118  | 112  | 130  | 160  | 148  | 143  | 139  | 137  | 135  |
|               | 1968 | 1982 | 1990 | 2006 | 2013 | 2015 | 2017 | 2019 | 2020 | 2022 |